# 翁長庸
翁長庸（1616年9月2日—1683年7月10日），字玉宇，號山愚，直隸蘇州府常熟縣人，清朝政治人物。

## 生平
順治三年（1646年）丙戌科江南鄉試舉人，四年（1647年）丁亥科二甲第三十五名進士。授戶部山東司主事，榷蕪湖關，遷山東鹽運司濱樂分司同知，十四年（1657年）任丁酉科山東鄉試同考官，升長蘆鹽運使，遷河南布政使司參政，秩滿當遷按察使，因不願典獄致仕歸里，康熙二十二年（1683年）卒。